# Gladys Mitchell
Pour les articles homonymes, voir Mitchell.
Œuvres principales
- Mort à l'opéra (1934)

Gladys Mitchell, née à Cowley (Oxfordshire) le 19 avril 1901 et morte à Corfe Mullen (Dorset) le 27 juillet 1983, est une écrivain britannique de roman policier.

## Biographie
Son père, un maraîcher d'ascendance écossaise de condition modeste, l'encourage à faire des études. Peu après l'obtention de son diplôme de l'University College de Londres, en 1921, elle occupe un poste de professeur, d'abord dans une école de Brentford jusqu'en 1925, puis à Ealing jusqu'en 1936. L'enseignement ne l'empêche pas de poursuivre en parallèle des études en histoire, en plus d'aborder l'écriture et la publication de romans policiers à partir de 1929 avec Speady Death, où apparaît son héroïne, Mrs. Bradley, conseillère en psychologie auprès de Scotland Yard.
Célibataire, Gladys Mitchell reste néanmoins très impliquée dans sa communauté. Elle sera membre du Middlesex Education Association, de la British Olympic Association, de la Crime Writers' Association, fondée par John Creasey, du PEN club et de la Society of Authors. Intellectuellement fort curieuse, elle se passionne pour l'archéologie et l'architecture, étudie les théories de Sigmund Freud et s'intéresse à l'occultisme. Aussi l'histoire archéologique, les troubles de la personnalité et la magie sont-ils des thèmes récurrents qui distinguent ses romans policiers, souvent situés dans le milieu rural d'Angleterre, de la production courante de son temps. Ses pairs lui ont d'ailleurs manifesté très tôt leur reconnaissance, puisque Gladys Mitchell est invitée à faire partie du Detection Club dès 1933.
Bien qu'elle ait pris un congé de trois ans dans les années 1930, Mitchell enseignera l'anglais et l'histoire au Matthew Arnold School de Staines jusqu'à sa retraite, supervisant en outre les répétitions de la séance annuelle des élèves dont elle rédige elle-même les textes et publiant quelques textes de littérature d'enfance et de jeunesse.
Retraitée en 1961, elle s'installe dans le Dorset et publie au moins un ou deux romans par an jusqu'à sa mort.
Les romans de Gladys Mitchell ont donné lieu à une série télévisée britannique, The Mrs. Bradley Mysteries (1998-2000), où l'héroïne est incarnée au petit écran par Diana Rigg.

## Œuvre

### Romans

#### Série policièreMrs. Bradley
- Speedy Death (1929)
- The Mystery of a Butcher's Shop (1929)
- The Longer Bodies (1930)
- The Saltmarsh Murders (1932)
- Death at the Opera ou Death in the Wet (1934) Publié en français sous le titre La Mort dans les coulisses, Paris, Gutenberg, coll. Les Nuits blanches, 1945 Publié en français sous le titre Final pour Mrs. Bradley, Paris, Nouvelle Revue Critique, L'Empreinte-Police no 32, 1949 Publié en français sous le titre Mort à l'opéra, Paris, 10/18, Grands Détectives no 3275,  2001
- The Devil at Saxon Wall (1935)
- Dead Men's Morris (1936)
- Come Away, Death (1937) Publié en français sous le titre La Mort au rendez-vous, Paris, 10/18, Grands Détectives no 3365, 2002
- St Peter's Finger (1938)
- Printer's Error (1939)
- Brazen Tongue (1940)
- Hangman's Curfew (1941)
- When Last I Died (1941)
- Laurels are Poison (1942)
- The Worsted Viper (1943)
- Sunset Over Soho (1943) Publié en français sous le titre Crépuscule à Soho, Paris, 10/18, Grands Détectives no 3391, 2002
- My Father Sleeps (1944) Publié en français sous le titre La Malédiction du clan Stewart, Paris, 10/18, Grands Détectives no 3345, 2001
- The Rising of the Moon (1945) Publié en français sous le titre Meurtres au clair de lune, Paris, 10/18, Grands Détectives no 3276, 2001
- Here Comes a Chopper (1946) Publié en français sous le titre L'Homme sans tête, Paris, 10/18, Grands Détectives no 3509, 2003
- Death and the Maiden (1947) Publié en français sous le titre L'Oncle de Tenerife, Paris, 10/18, Grands Détectives no 3645, 2004
- The Dancing Druids (1948)
- Tom Brown's Body (1949)
- Groaning Spinney (1950)
- The Devil's Elbow (1951)
- The Echoing Strangers (1952)
- Merlin's Furlong (1953)
- Faintley Speaking (1954)
- Watson's Choice (1955)
- Twelve Horses and the Hangman's Noose (1956)
- The Twenty-third Man (1957)
- Spotted Hemlock (1958)
- The Man Who Grew Tomatoes (1959)
- Say It with Flowers (1960)
- The Nodding Canaries (1961)
- My Bones Will Keep (1962)
- Adders on the Heath (1963)
- Death of a Delft Blue (1964)
- Pageant of Murder (1965)
- The Croaking Raven (1966)
- Skeleton Island (1967)
- Three Quick and Five Dead (1968)
- Dance to Your Daddy (1969)
- Gory Dew (1970)
- Lament for Leto (1971)
- A Hearse on May Day (1972)
- The Murder of Busy Lizzie (1973)
- A Javelin for Jonah (1974)
- Winking at the Brim (1974)
- Convent on Styx (1975)
- Late, Late in the Evening (1976)
- Noonday and Night (1977)
- Fault in the Structure (1977)
- Wraiths and Changelings (1978)
- Mingled with Venom (1978)
- Nest of Vipers (1979)
- The Mudflats of the Dead (1979)
- Uncoffin'd Clay (1980)
- The Whispering Knights (1980)
- The Death-Cap Dancers (1981)
- Lovers, Make Moan (1981)
- Here Lies Gloria Mundy (1982)
- Death of a Burrowing Mole (1982)
- The Greenstone Griffins (1983)
- Cold, Lone and Still (1983)
- No Winding Sheet (1984)
- The Crozier Pharaohs (1984)
- Sleuth's Alchemy (2005)

#### Romans policiers signés Malcolm Torrie
- Heavy as Lead (1966)
- Late and Cold (1967)
- Your Secret Friend (1968)
- Churchyard Salad (1969)
- Shades of Darkness (1970)
- Bismarck Herrings (1971)

#### Romans d'aventures signés Stephen Hockaby
- Marsh Hay (1933)
- Seven Stars and Orion (1934)
- Gabriel's Hold (1935)
- Shallow Brown (1936)
- Grand Master (1939)

### Nouvelles
- The Case of the 100 Cats (1938)
- Daisy Bell (1940)
- Stranger's Hall (1950)
- A Light on Murder (1950)
- Rushy Glen (1950)
- Juniper Gammon (1950)
- The Jar of Ginger (1951)
- Manor Park (1951)
- The Knife (1951)
- Pratical Joke (1951)
- Our Pageant (1951)
- Sammy (1951)
- The Tree (1951)
- Peach-Jam (1951)
- The Plumb-Line (1951)
- Haunted House (1952)
- Falling Petals (1952)
- The Price of Lead (1952)
- The Spell (1952)
- A Bit of Garden (1952)
- The Swimming Gala (1952)
- The Tooth-pick (1952)
- The Bodkin (1952)
- The Boxer (1953)
- The Visitor (1953)
- Oversight (1953)
- The Manuscript (1953)
- The Fish Pond (1953)
- Alibi (1953)
- The Vacuum Cleaner (1953)
- Arsenic in the House (1956)

### Ouvrages de littérature d'enfance et de jeunesse
- Outlaws of the Border (1936)
- The Three Fingerprints (1940)
- Holiday River (1948)
- The Seven Stones Mystery (1949)
- The Malory Secret (1950)
- Pam at Storne Castle (1951)
- Caravan Creek (1954)
- On Your Marks (1954)
- The Light-Blue Hills (1959)

## Adaptations
- 1951 : The Malory Secret, téléfilm britannique réalisé par Alan Bromly, d'après le roman pour enfants éponyme paru en 1950
- 1998 : The Mrs. Bradley Mysteries, une série télévisée britannique, avec Diana Rigg dans le rôle-titre, constituée d'un téléfilm (90 min) et de 4 épisodes (60 min chacun), diffusés de 1998 à 2000 :
  - Speedy Death (1998), épisode 1 (téléfilm)
  - Death at the Opera (2000), épisode 2
  - The Rising of the Moon (2000), épisode 3
  - Laurels are Poison (2000), épisode 4
  - The Worsted Viper (2000), épisode 5

## Source
- Claude Mesplède (dir.), Dictionnaire des littératures policières, vol. 2 : J - Z, Nantes, Joseph K, coll. « Temps noir », 2007, 1086 p. (ISBN 978-2-910-68645-1, OCLC 315873361), p. 367-368.